# خير أباد (سلطانية)
خیر أباد (بالفارسية: خیرآباد) هي قرية تقع في إيران في قسم سلطانیة الریفي. يقدر عدد سكانها بـ 2,617 نسمة .